# Operacja przeciw pancernikowi Bismarck

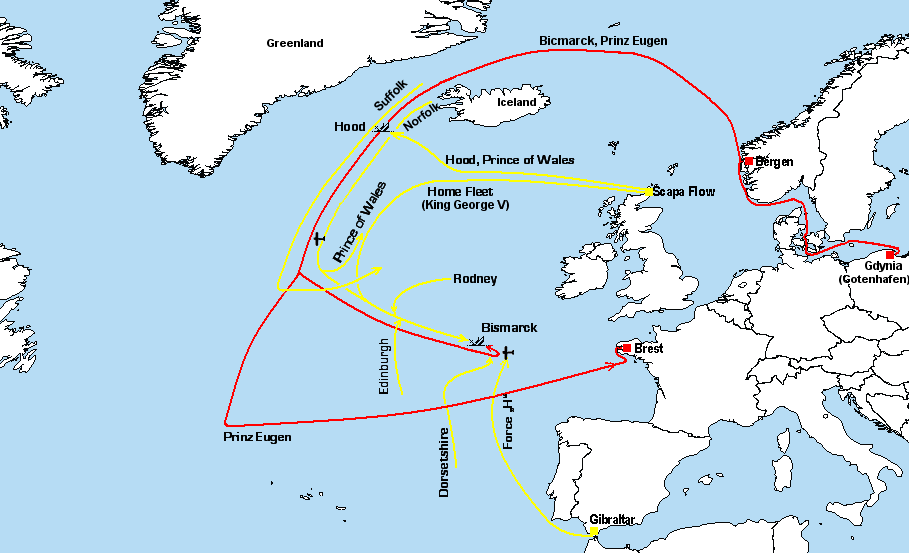
Szkic ruchów zespołów okrętów i miejsc ataków

Aliancka operacja przeciw niemieckiemu pancernikowi „Bismarck” miała miejsce od 21 do 27 maja 1941 na północnym Atlantyku i była reakcją na niemiecką operację Rheinübung (19 maja – 1 czerwca 1941), mającą na celu zwalczanie alianckiej żeglugi przez tenże pancernik z krążownikiem „Prinz Eugen”. Był to pierwszy i zarazem ostatni rejs bojowy „Bismarcka”.
Podczas pierwszej próby przechwycenia niemieckich okrętów przez brytyjski krążownik liniowy HMS „Hood” i pancernik „Prince of Wales” 24 maja, doszło do bitwy w Cieśninie Duńskiej i zatopienia „Hooda”, uważanego wówczas za symbol brytyjskiej potęgi morskiej. Przez kolejne dni trwały poszukiwania uszkodzonego „Bismarcka”, który przerwał operację i kierował się do portu we Francji. W poszukiwaniach, którą utrudniała zła pogoda oraz kolejnych atakach zaangażowane były znaczne siły Royal Navy, w tym samoloty z dwóch lotniskowców, a także polski niszczyciel ORP „Piorun”. Ostatecznie operacja zakończyła się zatopieniem „Bismarcka” przez brytyjskie pancerniki 27 maja.

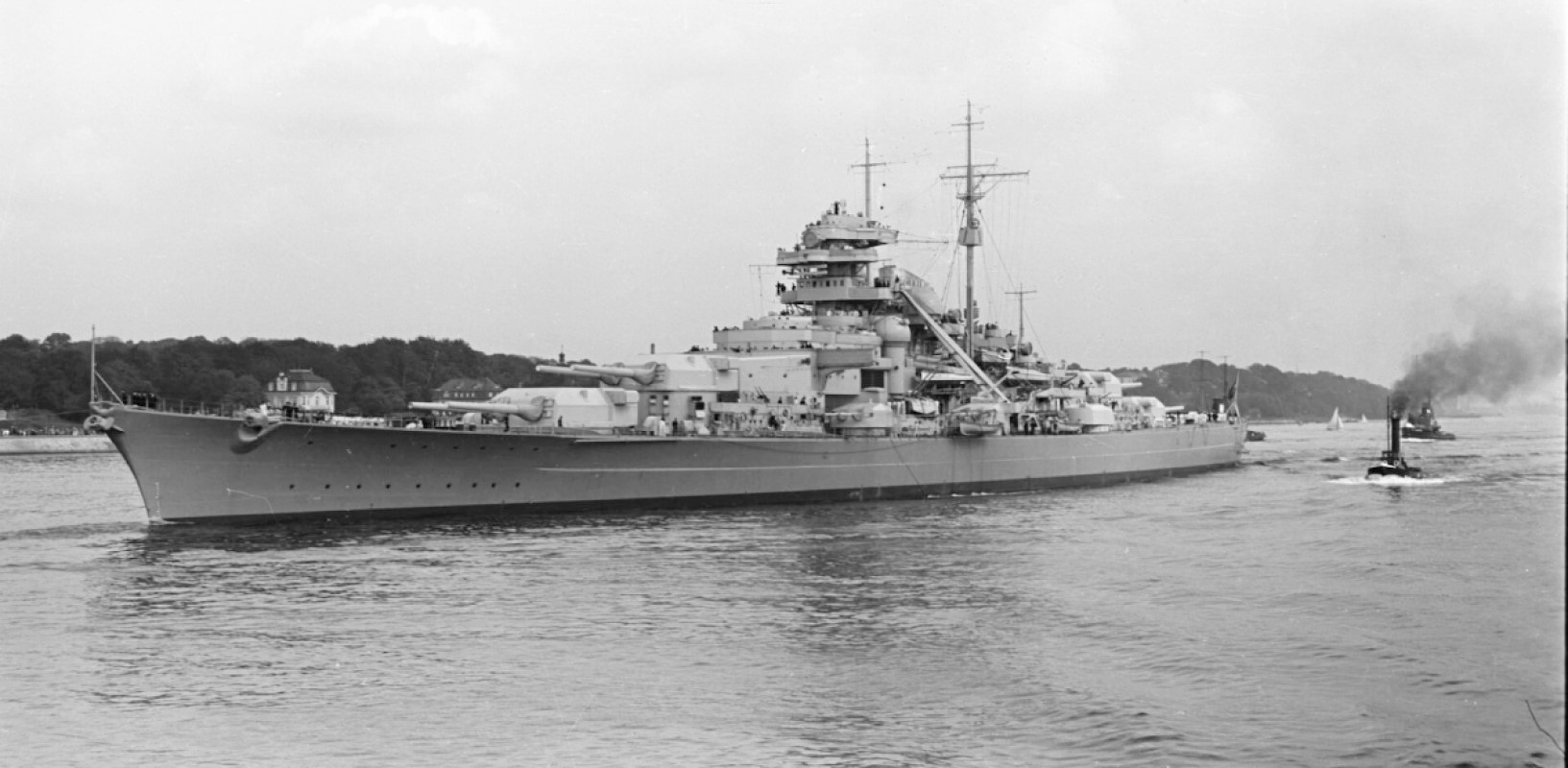
„Bismarck” w 1940 roku

## Podłoże
W początkowym okresie II wojny światowej, niemieckie Dowództwo Operacji Morskich (Seekriegsleitung – SKL) zasadniczego zastosowania  ciężkich okrętów nawodnych upatrywało w działaniach korsarskich na Atlantyku przeciw żegludze alianckiej, w szczególności konwojom z zaopatrzeniem i sprzętem dla odciętej Wielkiej Brytanii z USA i Kanady. Od konwojów tych uzależnione było utrzymanie się Wielkiej Brytanii. Pierwszą udaną operacją tego typu była operacja Berlin – działania pancerników „Scharnhorst” i „Gneisenau” na Atlantyku w dniach 22 stycznia – 22 marca 1941, zakończona zatopieniem 22 statków.

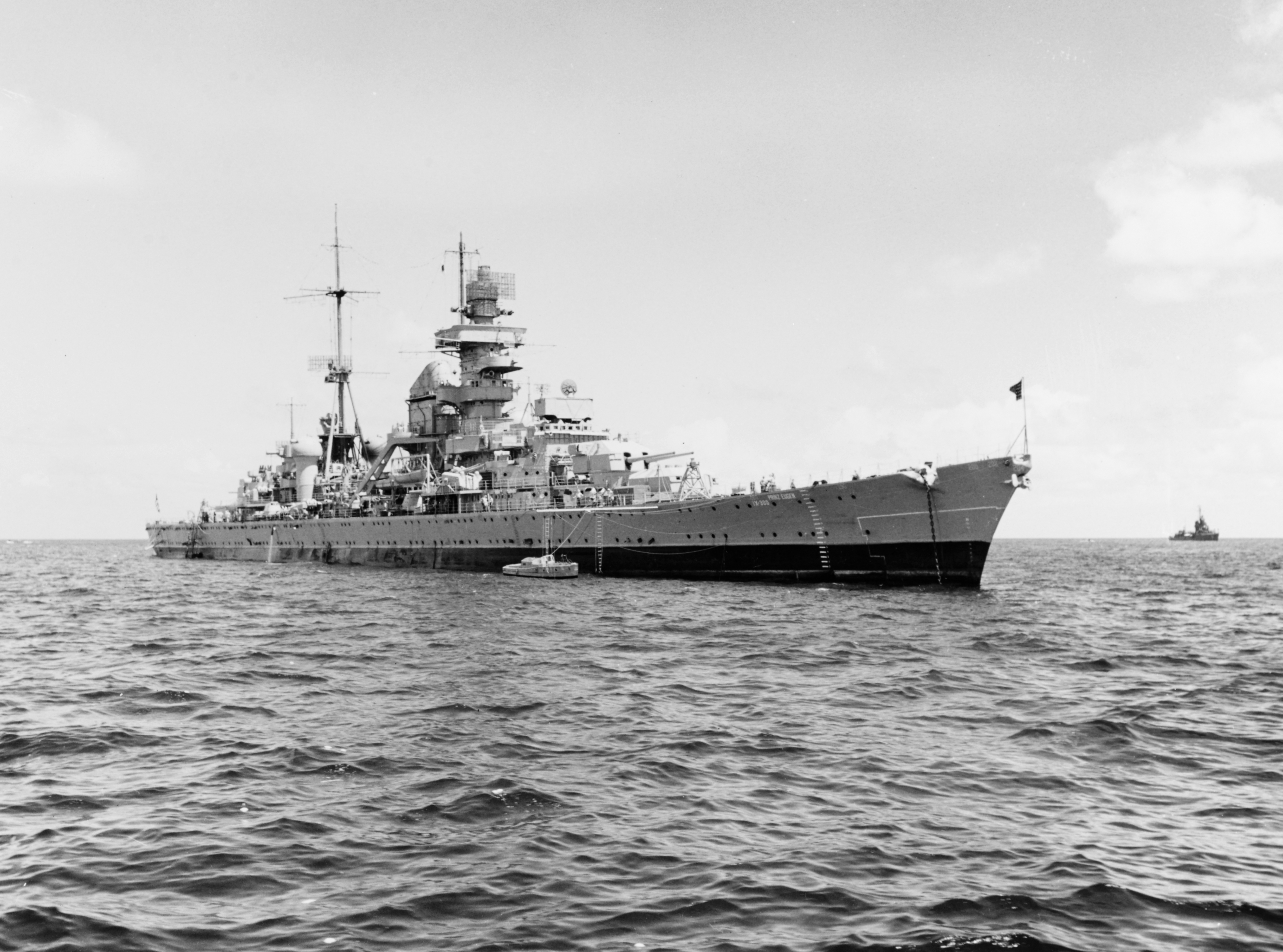
Krążownik ciężki „Prinz Eugen” (wygląd powojenny)

W tym czasie gotowość bojową osiągnął trzeci niemiecki pancernik, „Bismarck”, znacznie silniejszy od „Scharnhorsta” i „Gneisenaua”, będący w chwili wejścia do służby w sierpniu 1940 największym okrętem świata. Do służby wszedł też 25 lutego 1941 jego okręt bliźniaczy „Tirpitz”, który odebrał mu tytuł największego okrętu. Dzięki temu, Niemcy planowali przeprowadzenie w kwietniu 1941 wielkiej operacji przeciw żegludze atlantyckiej przez silny zespół wszystkich czterech pancerników, który byłby trudny do zwalczenia przez brytyjskie pancerniki eskorty. Osiągnięcie gotowości bojowej przez „Tirpitza” przeciągnęło się jednak do jesieni 1941, „Gneisenau” wymagał pewnych napraw po poprzedniej operacji, natomiast „Scharnhorst” wymagał remontu kotłów (ukończonego w lipcu 1941). W konsekwencji SKL postanowiło przeprowadzić operację siłami samego „Bismarcka” w towarzystwie nowego krążownika ciężkiego „Prinz Eugen”, większego i silniejszego od brytyjskich jednostek tej klasy. Według pierwotnych założeń z początku kwietnia, miał do nich dołączyć w rejonie Azorów „Gneisenau”, po osiągnięciu gotowości, w międzyczasie jednak został 6 kwietnia 1941 uszkodzony w Breście brytyjską torpedą lotniczą, a w nocy 10/11 kwietnia jeszcze bombami, co spowodowało wyłączenie go z linii na dłuższy czas.
Dowództwo grupy okrętów objął admirał Günther Lütjens, mający doświadczenia z dowodzenia podczas operacji Berlin. 22 kwietnia 1941 otrzymał on rozkaz z SKL przeprowadzenia operacji o kryptonimie Rheinübung („Ćwiczenia na Renie”), polegającej na przebiciu się obu okrętów na północny Atlantyk i niszczeniu tam alianckiej żeglugi. Kluczowe znaczenie miało niepostrzeżone przedarcie się na Atlantyk, dlatego, w celu zmniejszenia ryzyka wykrycia okrętów, operację zaplanowano na najbliższy nów Księżyca w kwietniu. 22 kwietnia jednakże „Prinz Eugen” został lekko uszkodzony bliskim wybuchem magnetycznej miny lotniczej w drodze do Kilonii i do 2 maja był tam dokowany. „Bismarck” w tym czasie bazował w Gotenhafen (Gdyni), gdzie jego załoga przechodziła przygotowania i szkolenie. 5 maja inspekcji jednostki dokonał Hitler. Do pancernika w Gdyni dołączył następnie „Prinz Eugen”, po czym Dowództwo Floty zdecydowało rozpocząć operację. Z okrętami miał współdziałać szereg wysłanych wcześniej na Atlantyk i Morze Północne zbiornikowców zaopatrzeniowych: „Gonzeheim”, „Kota Pinang”, „Weissenburg”, „Heide”, „Wollin”, „Ermland”, „Spichern”, „Belchen”, „Lothringen”, „Esso Hamburg” i „Friedrich Breme” i kilka statków rozpoznania meteorologicznego. 14 maja na „Bismarcku” uległ jeszcze awarii dźwig, co spowodowało dalsze trzydniowe opóźnienie. 18 maja oba okręty wyszły z portu na redę, gdzie „Bismarck” uzupełnił paliwo do poziomu ok. 8100 ton, pozostawiając jednak niezatankowane 200 ton na skutek pęknięcia węża.

## Rozpoczęcie operacji
„Bismarck” wyszedł w morze z Gdyni 19 maja po godzinie 2, po czym, po dołączeniu „Prinza Eugena” i eskorty niszczycieli 6. Flotylli: „Hans Lody”, „Friedrich Eckoldt” i Z 23 oraz przerywaczy zagród minowych Sperrbrecher 13 i 31, zespół wziął kurs na Wielki Bełt. Mimo usiłowania zachowania tajemnicy, zespół został 20 maja po południu dostrzeżony w Kattegacie przez neutralny szwedzki krążownik lotniczy „Gotland”, po czym Szwedzi przekazali nieoficjalnie informację o tym zdarzeniu brytyjskiemu attaché morskiemu w Sztokholmie, kmdr. Henry'emu Denhamowi. Operacja została więc już po rozpoczęciu zdekonspirowana i Brytyjczycy podjęli poszukiwania lotnicze zespołu. 21 maja rano okręty niemieckie zakotwiczyły w fiordzie koło Bergen, gdzie „Prinz Eugen” i niszczyciele uzupełniły paliwo ze zbiornikowca „Wollin”. Zmieniono wówczas charakterystyczny kontrastowy kamuflaż bałtycki okrętów, z biało-czarnymi skośnymi pasami na kadłubie, na jednolite jasnoszare malowanie. Około godziny 13.15 okręty niemieckie zostały jednak wykryte w fiordzie przez brytyjski samolot rozpoznawczy Spitfire (pilotowany przez Michaela Sucklinga). W obawie przed brytyjskim nalotem admirał Lütjens zrezygnował z uzupełnienia paliwa przez pancernik i wieczorem okręty wyszły w morze. Dopiero w tym momencie dowódca floty Erich Raeder poinformował o operacji Hitlera. Wysłane brytyjskie bombowce zbombardowały puste kotwicowisko, zasnute chmurami. Z powodu złej pogody dopiero 22 maja Brytyjczycy odkryli, że „Bismarcka” nie ma już w fiordach koło Bergen.

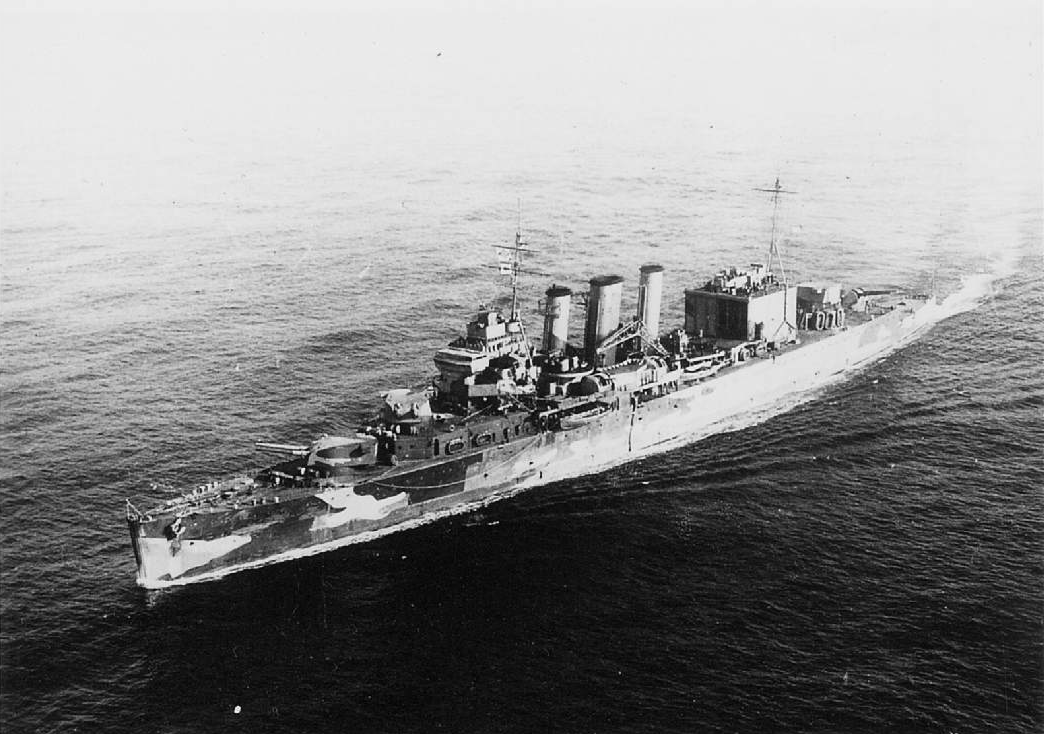
Krążownik HMS „Suffolk”. Podobny był HMS „Norfolk”

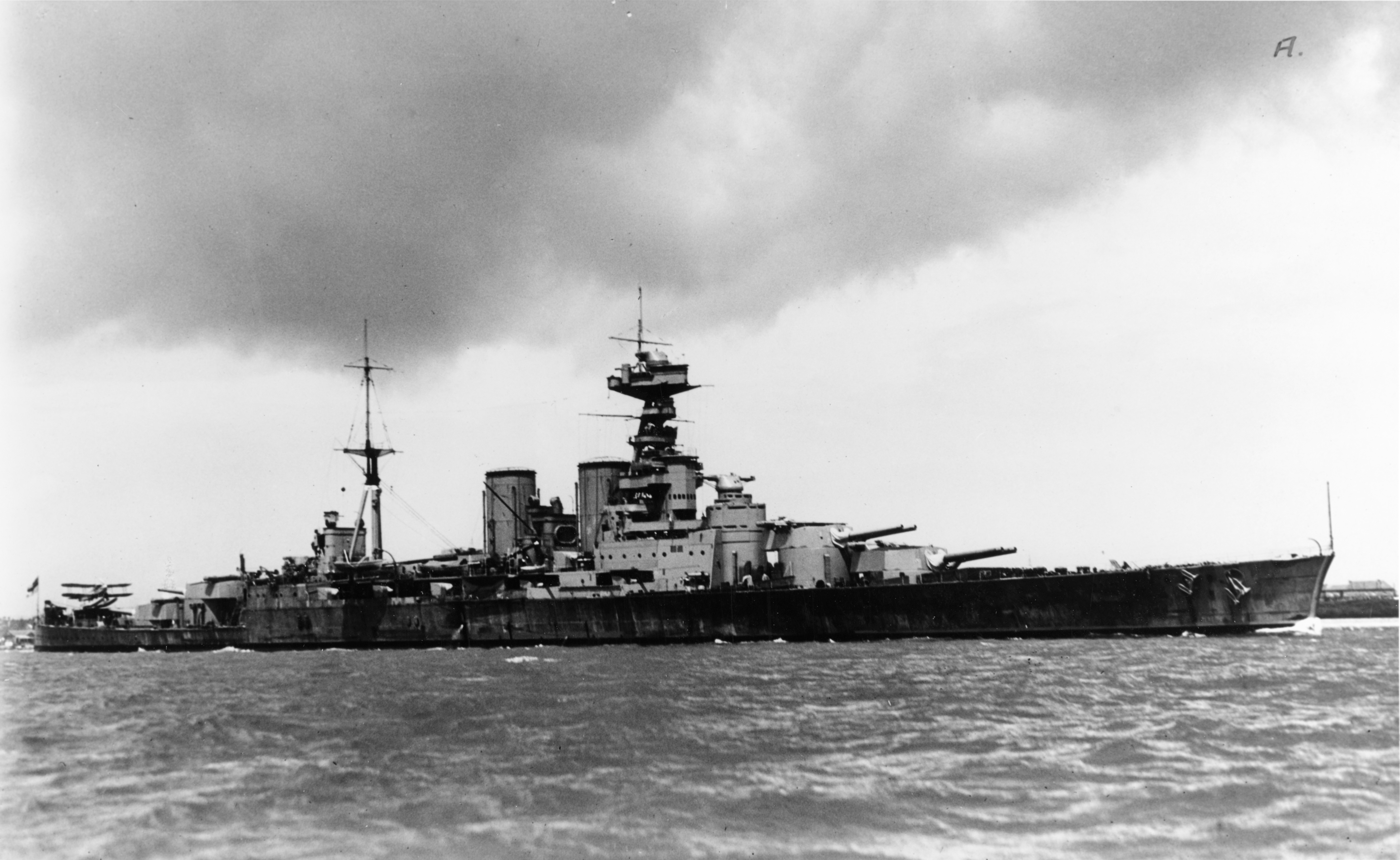
Brytyjski krążownik liniowy HMS „Hood”

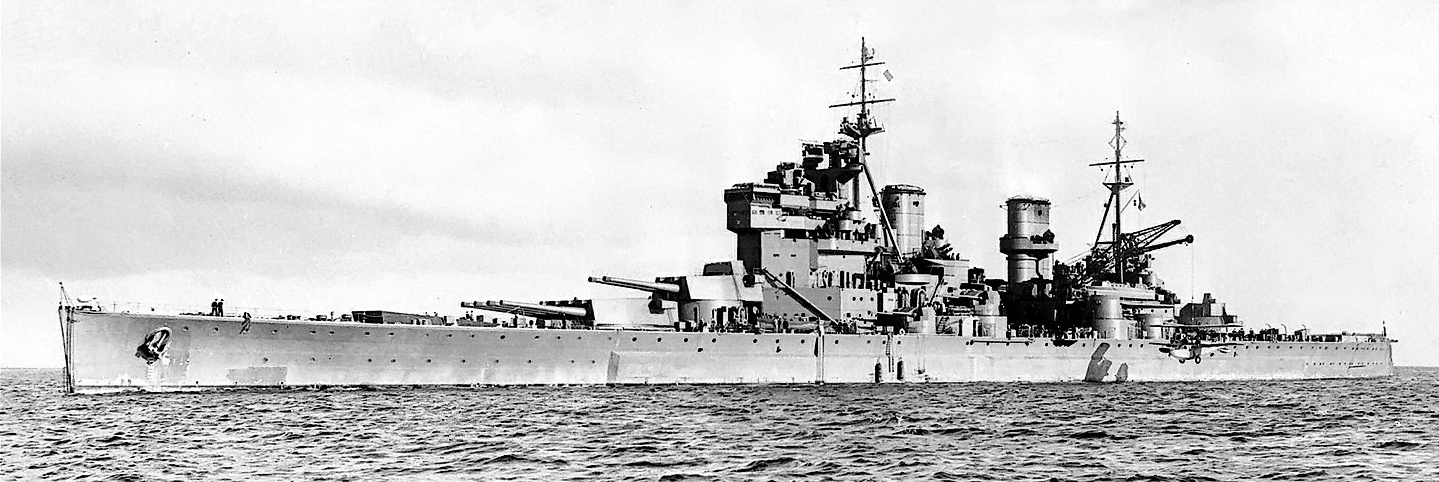
HMS „Prince of Wales”

Niemiecki zespół po opuszczeniu fiordów Bergen skierował się na północ, w kierunku wyspy Jan Mayen. 22 maja rano odesłano trzy niszczyciele eskorty do Trondheim, po czym „Bismarck” i „Prinz Eugen” kontynuowały rejs samodzielnie. Po uzyskaniu informacji wywiadowczych, że Brytyjczycy jeszcze nie wykryli wypłynięcia zespołu z Bergen, i jak wynika z rozpoznania lotniczego, brytyjska flota wciąż znajduje się w bazie Scapa Flow na Orkadach, admirał Lütjens zrezygnował z planowanego uzupełnienia paliwa ze zbiornikowca „Weissenburg” na wodach Jan Mayen i korzystając z pogorszenia pogody obrał kurs na zachód, chcąc jak najszybciej przedrzeć się na Atlantyk przez Cieśninę Duńską, między Islandią a Grenlandią.
Wbrew błędnym danym niemieckiego rozpoznania i wywiadu, brytyjska flota w istocie podjęła już przeciwdziałanie. Jeszcze 18 maja, w związku z częstymi lotami niemieckich samolotów nad Scapa Flow, do patrolowania Cieśniny Duńskiej na wszelki wypadek skierowano krążownik ciężki „Suffolk”, do którego następnie dołączył okręt zbliżonego typu, „Norfolk”. Już po wykryciu Niemców w Bergen, 21 maja przed północą dowódca Floty Metropolii (Home Fleet) admirał sir John Tovey wysłał na Islandię – w kierunku prawdopodobnego przedarcia się Niemców – zespół w składzie krążownika liniowego „Hood” (będącego największym okrętem świata do czasu „Bismarcka”) i najnowszego, jeszcze nie w pełni skompletowanego pancernika „Prince of Wales”, oraz 6 niszczycieli, pod dowództwem wiceadmirała Lancelota Hollanda na „Hoodzie”. Po otrzymaniu informacji o opuszczeniu przez Niemców Bergen, sam admirał Tovey wypłynął 22 maja o 22.15 na północny Atlantyk ze Scapa Flow pozostałymi siłami, w składzie nowoczesnego pancernika „King George V”, świeżo ukończonego lotniskowca „Victorious”, 5 krążowników lekkich („Galatea”, „Aurora”, „Kenya”, „Neptune”, „Hermione”) i 6 niszczycieli. Do zespołu dołączył też rano 23 maja z Clyde starszy krążownik liniowy HMS „Repulse”. Lotniskowiec „Victorious” przy tym nie brał jeszcze udziału w akcjach bojowych i na pokładzie posiadał jedynie 9 samolotów torpedowych i 6 myśliwców.
23 maja niemieckie okręty lewym trawersem minęły Islandię, osiągając granicę lodów przy wybrzeżu Grenlandii i obrały kurs na południe, wchodząc do Cieśniny Duńskiej. Szerokość cieśniny wynosiła 200 Mm, lecz zalodzenie ograniczyło ją do 60 Mm. Pogoda była zła, widoczność kiepska, z tumanami mgły. O 19.22 Niemcy natrafili jednak na krążownik ciężki HMS „Suffolk”, który zaczął podążać za zespołem na granicy zasięgu radaru (ok. 24.000 m), po jego prawej burcie, utrzymując kontakt radarowy i przekazując informacje o Niemcach. Nadpłynął również krążownik ciężki HMS „Norfolk”, który ok. 20.30 wyszedł z mgły i znalazł się w odległości 6400 m od „Bismarcka”. Pancernik oddał do niego pięć salw artylerii głównej, obramowując go i powierzchownie uszkadzając odłamkami, po czym „Norfolk” uciekł w mgłę i dołączył do „Suffolka”, płynąc po lewej burcie za Niemcami. Wstrząsy wystrzałów uszkodziły jednak na „Bismarcku” dziobowy radar i prowadzenie w szyku objął „Prinz Eugen”. Około 22 „Bismarck” wykonał zawrót i usiłował zaatakować „Suffolka”, jednak brytyjski krążownik się uchylił, po czym oba zespoły powróciły na poprzedni kurs na południe wzdłuż brzegu Grenlandii. Doprowadziło to jednak do zerwania kontaktu radarowego na kilka godzin, co wpłynęło na decyzję wiceadmirała Hollanda o szybszym przechwyceniu zespołu niemieckiego, w mniej korzystnej sytuacji taktycznej.

## Bitwa w Cieśninie Duńskiej
Na spotkanie niemieckiemu zespołowi płynął brytyjski zespół wiceadmirała Hollanda (HMS „Hood” i „Prince of Wales”). Od zespołu oddzielono w celu poszukiwania Niemców niszczyciele osłony HMS „Echo”, „Electra”, „Icarus”, „Achates”, „Anthony” i „Antelope”, które nie brały udziału w późniejszym starciu. 24 maja po godzinie 2 brytyjski zespół odnalazł Niemców na radarach, po czym podjął pościg. Wiceadmirał Holland zdecydował się na przechwycenie i o świcie, po 5.45 oba zespoły dostrzegły się wzajemnie. Niemcy płynęli kursem na południowy zachód, brytyjski zespół, po zwrocie w prawo w celu zmniejszenia odległości, nadpływał z południowego wschodu. Brytyjczycy znajdowali się początkowo w niekorzystnej sytuacji, gdyż mogli prowadzić ogień jedynie z wież dziobowych, podczas gdy Niemcy mogli strzelać salwami burtowymi. O godzinie 5.52 Brytyjczycy pierwsi otworzyli ogień z odległości ok. 26 600 m, lecz okręt flagowy „Hood” omyłkowo ostrzelał zamiast „Bismarcka” krążownik „Prinz Eugen”, który był pierwszym okrętem w szyku torowym. „Prince of Wales” za cel obrał o 5.52 prawidłowo „Bismarcka”. Kilka strzałów oddał też o 6 krążownik „Suffolk”, podążający za Niemcami, lecz cel znajdował się poza jego zasięgiem.
O 5.55 ogień otwarły oba niemieckie okręty, koncentrując go na „Hoodzie”. Brytyjczycy następnie zmienili kurs o 20 stopni w lewo, w celu wprowadzenia do akcji wież artylerii rufowej. „Prinz Eugen” po sześciu salwach i uzyskaniu pierwszych trafień, przeniósł ogień na HMS „Prince of Wales”. „Bismarck” oddał do „Hooda” pięć salw. HMS „Hood” odniósł początkowo jedynie niewielkie uszkodzenia od trafienia pociskiem z „Prinza Eugena”, który wywołał niewielki pożar na śródokręciu, lecz o 6.01, po piątej salwie „Bismarcka”, pocisk czwartej lub piątej salwy trafił go z odległości ok. 18 000 m w śródokręcie w okolicy rufowego masztu, po czym „Hood” błyskawicznie zatonął w wielkiej eksplozji. W eksplozji zginęło 1418 członków załogi, jedynie 3 marynarzy uratowały brytyjskie niszczyciele; wśród zabitych był wiceadmirał Holland i 4 polskich podchorążych. Na temat bezpośredniego powodu zatonięcia „Hooda” istnieje wiele teorii. Według oficjalnych ustaleń komisji został przebity pancerz burtowy i trafiony magazyn amunicyjny na rufie, lub doszło do wybuchu amunicji 102 mm, powodującego wybuch prochu głównego kalibru. Wybuch mógł spowodować także pocisk „krótkiej” salwy, który upadł tuż przed burtą i przebił kadłub poniżej pasa pancernego. Spekuluje się także, że mogło dojść do eksplozji głowic torped „Hooda” przechowywanych w magazynie lub wybuchu amunicji w wyniku pożaru.
Oba niemieckie okręty skoncentrowały następnie ogień na HMS „Prince of Wales”, trafiając go trzema pociskami kalibru 380 mm „Bismarcka” i czterema 203 mm „Prinza Eugena”. Jeden z pocisków przebił burtę pod wodą, nie wybuchając; skutkiem tego było nabranie ok. 600 t wody do kadłuba. Inny pocisk, również nie wybuchając, zniszczył pomost kompasowy mostka, zabijając i raniąc obsadę; dowódca okrętu ocalał. Oprócz tego świeżo ukończony pancernik brytyjski borykał się z awariami dział i wież artylerii głównej, które się co jakiś czas zacinały (wkrótce po wyjściu z akcji, niesprawne było 8 z 10 dział – obie czterodziałowe wieże). „Prinz Eugen” był gotów do ataku torpedowego w razie dalszego zmniejszenia dystansu. O 6.03 jednak dowódca „Prince of Wales” komandor John Leach zdecydował zakończyć starcie, wykonał zwrot i oderwał się od przeciwnika pod osłoną zasłony dymnej, po czym dołączył do prześladujących niemiecki zespół krążowników. Podczas starcia oddał on 18 salw, zginęło na nim 2 oficerów i 11 marynarzy. „Bismarck” wystrzelił podczas starcia 93 pociski, „Prinz Eugen” 179. O 6.09 Niemcy zakończyli ogień.

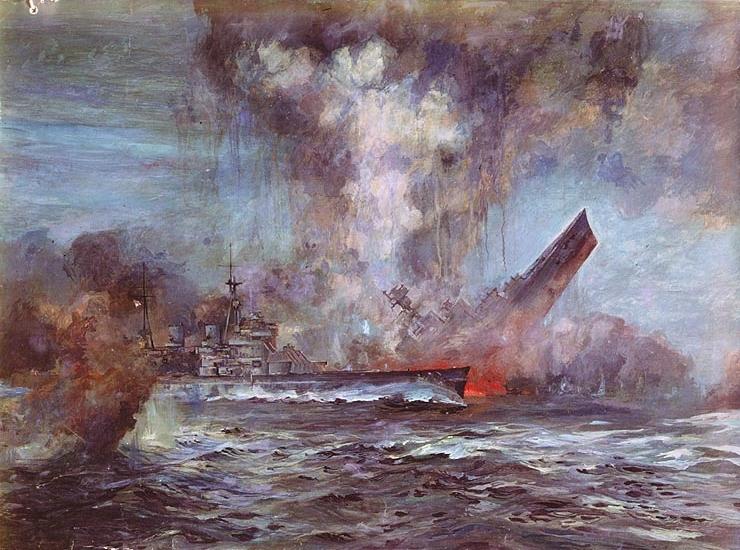
Obraz przedstawiający HMS „Prince of Wales” i wybuchającego „Hooda”

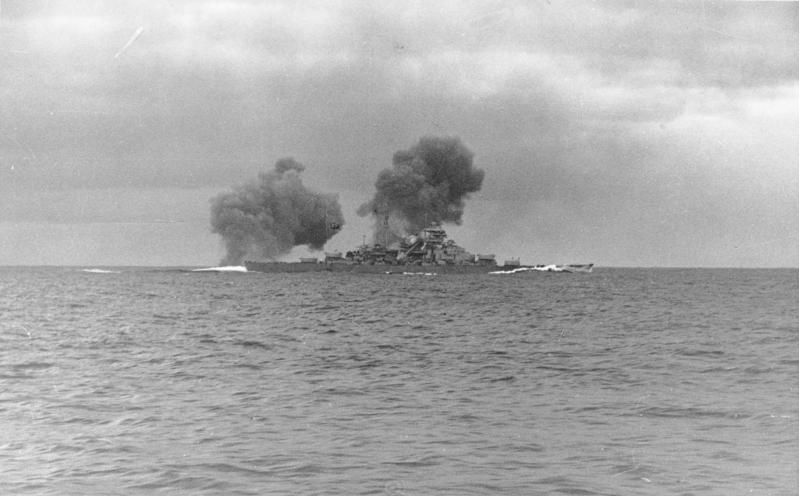
„Bismarck” w czasie bitwy

Również „Bismarck” został trafiony trzema pociskami kalibru 356 mm z „Prince of Wales” z odległości 20–22 km, z czego jeden przebił część podwodną lewej burty na śródokręciu, a drugi trafił w dziób tuż nad linią wodną; trzeci spowodował jedynie niewielkie uszkodzenia łodzi okrętowych i katapulty. Najpoważniejszą konsekwencją trafienia w dziób było uszkodzenie zbiornika paliwa, które zostało częściowo zanieczyszczone wodą morską i zaczęło wyciekać, tworząc ślad za pancernikiem, a na skutek uszkodzenia magistrali, 1000 ton paliwa ze zbiorników dziobowych stało się niedostępnych. Ponadto „Bismarck” nabrał ok. 2000 ton wody do kadłuba, uzyskując przegłębienie na dziób i zalane zostały dwa kotły w kotłowni nr 2, co spowodowało ograniczenie maksymalnej prędkości do 28 węzłów, i to rozwijanej jedynie chwilowo. Dowódca pancernika, komandor Ernst Lindemann, chciał ścigać i spróbować zatopić HMS „Prince of Wales”, lecz admirał Lütjens sprzeciwił się temu z uwagi na uszkodzenia i wytyczne dowództwa unikania niepotrzebnych starć, zdając sobie ponadto sprawę, że inne ciężkie okręty brytyjskie prawdopodobnie płyną w jego kierunku.
Uszkodzenia „Bismarcka” spowodowały, że kontynuowanie pierwotnej akcji przestało mieć sens, zwłaszcza że paliwa wystarczało jedynie na powrót (ok. 2000 mil morskich utrzymując prędkość 30 węzłów), a uzupełnienie go ze zbiornikowca w sytuacji prześladowania niemieckiego okrętu przez brytyjskie okręty, utrzymujące kontakt radarowy, było niemożliwe. Brytyjskie radary morskie, zwłaszcza zainstalowany na „Suffolku” typ 284, miały znacznie większe możliwości od niemieckich. Lütjens postanowił więc płynąć do portu w St. Nazaire w celu napraw. „Prinz Eugen” podczas starcia został powierzchownie tylko uszkodzony odłamkiem jednego pocisku „Prince of Wales”.

## Pościg za Bismarckiem
Zespół brytyjski w składzie „Prince of Wales”, „Norfolk” i „Suffolk” podążał w ślad za Niemcami, w odległości ok. 20 mil morskich, utrzymując kontakt radarowy. Dowódcą był teraz kontradmirał Frederick Wake-Walker na „Norfolku”.
Admirał Lütjens zdecydował odkomenderować potajemnie „Prinz Eugen” do prowadzenia samodzielnych działań na Atlantyku. Pierwsza próba rozdzielenia okrętów o 15.40 nie powiodła się z powodu poprawy widoczności i nadpłynięcia ścigających brytyjskich okrętów. Po godz. 18.14, podczas szkwału ograniczającego widoczność, oba okręty rozdzieliły się i „Prinz Eugen” tym razem zdołał się odłączyć niepostrzeżenie. Zataczający koło w prawo „Bismarck” ostrzelał z odległości 18 300 m zauważony krążownik „Suffolk”, w odpowiedzi do pojedynku włączył się z odległości 27 500 m „Prince of Wales”. Nieco dłuższa wymiana kilkunastu salw nie przyniosła efektów.

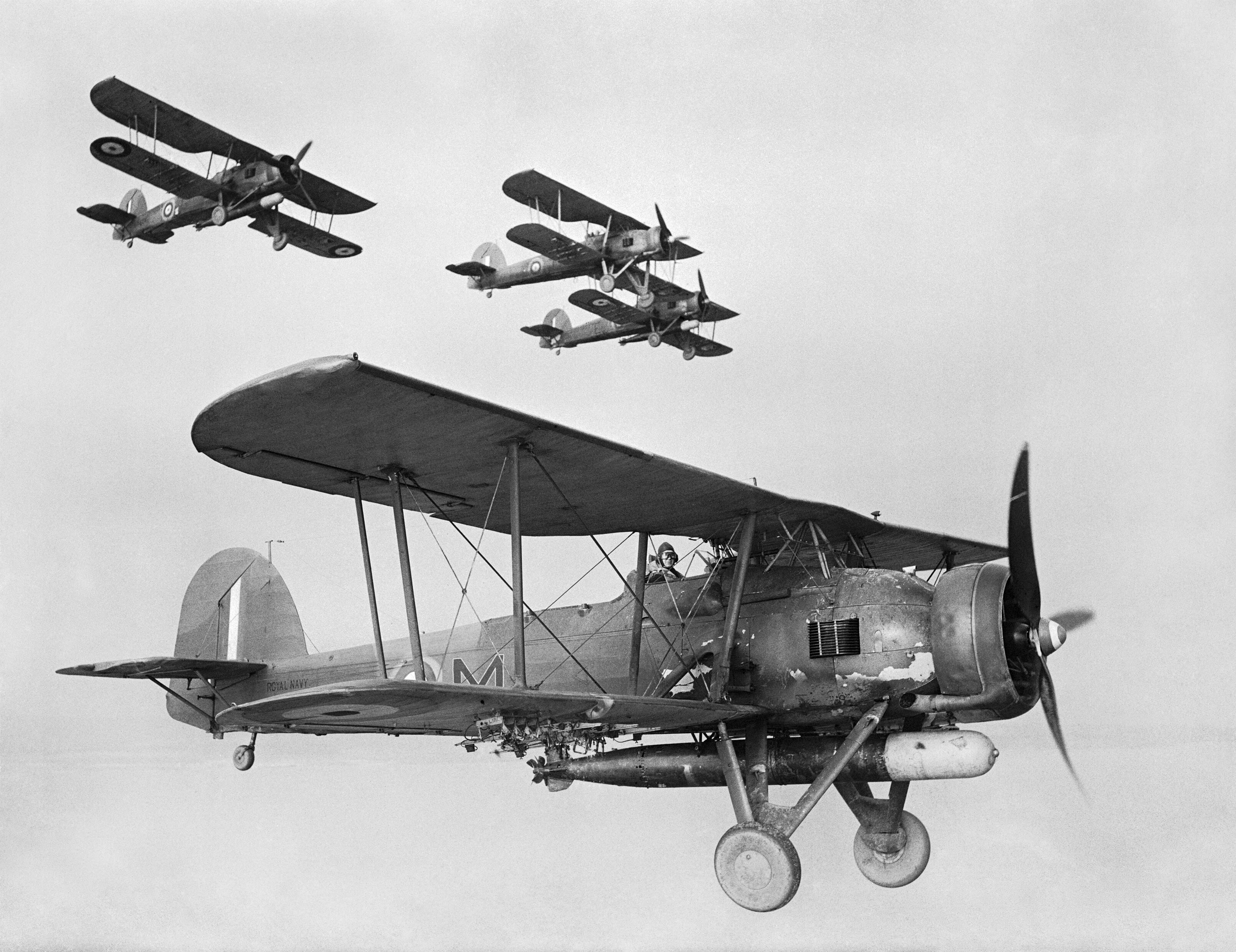
Samoloty torpedowe Fairey Swordfish.

W nocy przeciwko „Bismarckowi” wypuszczono atak 9 samolotów torpedowych Fairey Swordfish z 825. Dywizjonu FAA z lotniskowca HMS „Victorious”. Pogoda była zła, z dużym zachmurzeniem i szkwałami, lecz dzięki wyposażeniu samolotu prowadzącego w radar, około północy zdołano odnaleźć „Bismarcka”. O mało nie zaatakowano przy tym wykrytego jako pierwszy i znajdującego się ok. 6 mil morskich bliżej neutralnego kutra amerykańskiej Straży Przybrzeżnej USCGC „Modoc”. Z „Bismarcka” zauważono przez to samoloty i otwarto intensywny ogień, lecz był on nieskuteczny. Mimo ostrzału i niewielkiego doświadczenia załóg, jedna torpeda z wystrzelonych trafiła, uderzając w prawą burtę na śródokręciu. Torpeda płynęła zbyt płytko i uderzyła w główny pas pancerny, nie przebijając pancerza i nie powodując poważniejszych uszkodzeń, jednak manewry unikowe, wstrząsy i zwiększenie prędkości spowodowały zerwanie prowizorycznych plastrów zatykających dotychczasowe przebicia oraz powstanie dodatkowych przecieków, w celu usunięcia których pancernik musiał zwolnić do 16 węzłów. Od wstrząsu zginął jeden członek załogi. Żaden z powolnych samolotów nie został zestrzelony, lecz dwa z myśliwców Fairey Fulmar, śledzących pancernik, nie odnalazły lotniskowca i rozbiły się w morzu (zginęło dwóch członków załogi, dwóch uratował statek handlowy 26 maja). 25 i 26 maja utracono dodatkowo dwa Swordfishe podczas bezskutecznych poszukiwań pancernika (zginęło czterech z sześciu lotników).
O godzinie 1.30 25 maja doszło ponownie do krótkiej wymiany ognia z „Prince of Wales” z odległości 15 000 m (po dwie bezskuteczne salwy). Jednakże wkrótce potem, po godzinie 3.06 „Bismarck” zdołał zgubić prześladowców w rejonie pozycji 56°23′N 36°05′W/56,383333 -36,083333, zataczając koło w prawo i następnie obierając kurs ku Francji. Zespół brytyjski, który akurat zygzakował w lewo w obawie przed okrętami podwodnymi, utracił definitywnie kontakt radarowy z „Bismarckiem”.

## Poszukiwania Bismarcka

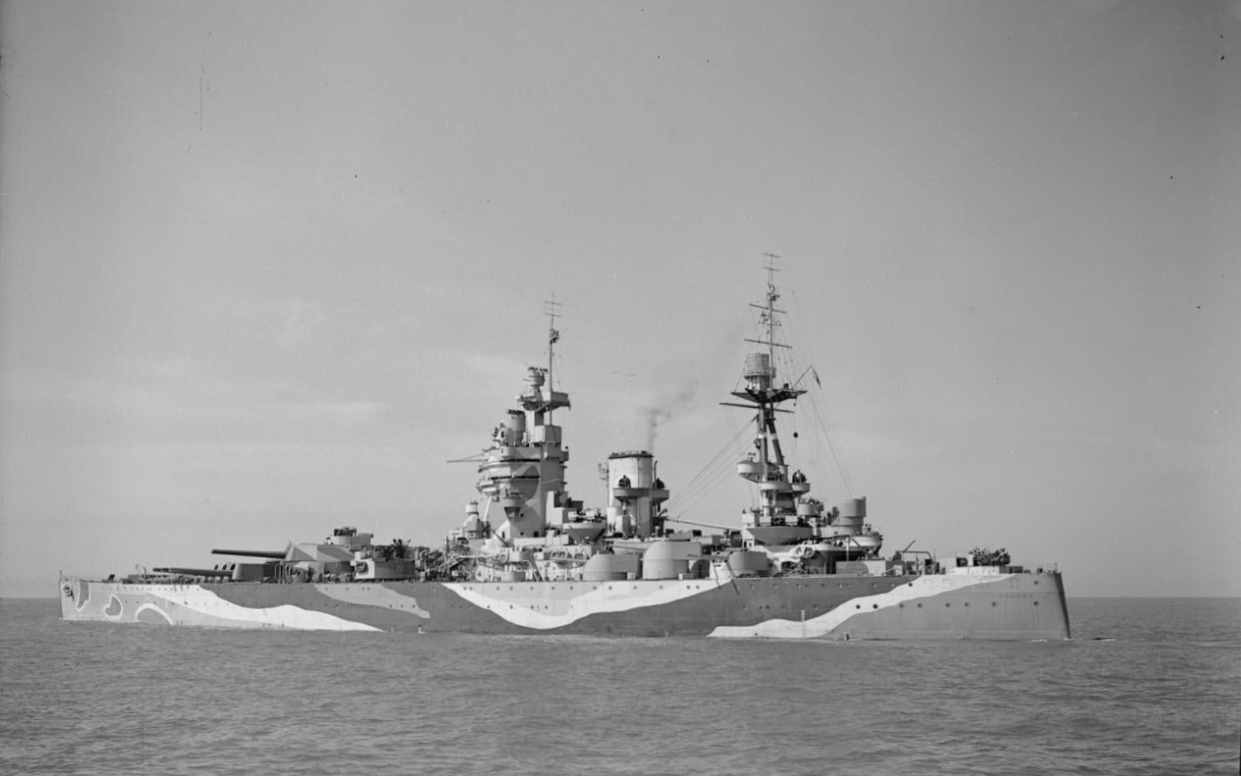
Pancernik HMS „Rodney” (1942)

W tym czasie dowództwo brytyjskie rzuciło wszystkie dostępne siły w celu odnalezienia i zniszczenia pancernika, który zatopił „Hooda”, będącego symbolem siły brytyjskiej floty. Oprócz sił głównych admirała Toveya z pancernikiem „King George V”, krążownikiem liniowym „Repulse” i lotniskowcem „Victorious”, z Gibraltaru wyszedł 25 maja zespół H (Force H) wiceadmirała Jamesa Somerville'a w składzie krążownika liniowego HMS „Renown”, lotniskowca HMS „Ark Royal”, lekkiego krążownika HMS „Sheffield” i 6 niszczycieli (które jednak musiały zostać odesłane z powrotem z uwagi na stan morza). Od eskortowanego z Wielkiej Brytanii do Ameryki statku „Britannic” odłączył się na poszukiwania „Bismarcka” pancernik HMS „Rodney” z trzema niszczycielami (HMS „Tartar”, „Somali”, „Mashona”). Od eskorty konwoju HX-127 odłączono stary pancernik HMS „Ramillies”, a na jego miejsce wyruszył bliźniaczy HMS „Revenge” z kanadyjskiego Halifaksu. Od konwoju SL-74 samowolnie odłączył się na poszukiwania krążownik ciężki HMS „Dorsetshire”. Do poszukiwań dołączyły też krążowniki: ciężki HMS „London” z 2 niszczycielami, odłączony od konwoju SL-75 i lekki HMS „Edinburgh”, patrolujący koło Azorów. Mimo złej pogody prowadzono też intensywne poszukiwania lotnicze. Namierzano też transmisje radiowe z „Bismarcka”, co jednak doprowadziło do błędnych ustaleń pozycji.
Na „Bismarcku” 25 maja podjęto próbę kamuflażu w postaci zbudowania makiety drugiego komina, w dość iluzorycznej nadziei zmylenia lotnictwa. Nurkowie zdołali częściowo naprawić rurociągi paliwa, co umożliwiło odzyskanie jego ok. 200 ton. Do zwalczania brytyjskich okrętów poszukujących „Bismarcka” skierowano za pośrednictwem dowództwa Grupy „Zachód” znajdujące się na Atlantyku okręty podwodne U-43, U-46, U-66, U-93, U-94, U-556 i U-557, lecz nie odegrały one roli w późniejszych działaniach. U-556 miał wprawdzie okazję do ataku na „Ark Royal”, lecz nie miał już torped po ataku na konwój
Mimo złej sztormowej pogody, od rana 26 maja „Bismarcka” poszukiwały samoloty z lotniskowców „Victorious”, „Ark Royal” oraz baz lądowych. O godz. 10.30 łódź latająca Catalina z 209. Dywizjonu RAF startująca z Irlandii Północnej odnalazła pancernik ok. 690 mil morskich na północny zachód od Brestu (pilot Dennis Briggs). Namierzony pancernik zlokalizowały następnie i śledziły samoloty Swordfish z „Ark Royal”. Brytyjskie ciężkie okręty znajdowały się wówczas w odległościach od 50 do 135 mil wokół niego. W tym czasie jednak pancernik „Prince of Wales”, krążownik liniowy „Repulse” i lotniskowiec „Victorious” zostały odwołane do baz w celu uzupełnienia paliwa. Krążownik liniowy „Renown” wiceadmirała Somerville'a, znajdujący się w odległości ok. 60 mil morskich, był z kolei za słaby, żeby walczyć z „Bismarckiem” samemu i Admiralicja zabroniła podejmowania takiej akcji. Rezerwa paliwa innych okrętów także malała i pojawiła się obawa, że jeśli „Bismarck” będzie uciekał z dotychczasową prędkością, z akcji wypadnie również pancernik „King George V”. Wkrótce kontakt radarowy z „Bismarckiem” nawiązał krążownik lekki HMS „Sheffield” z Zespołu H, podążając dalej za nim.

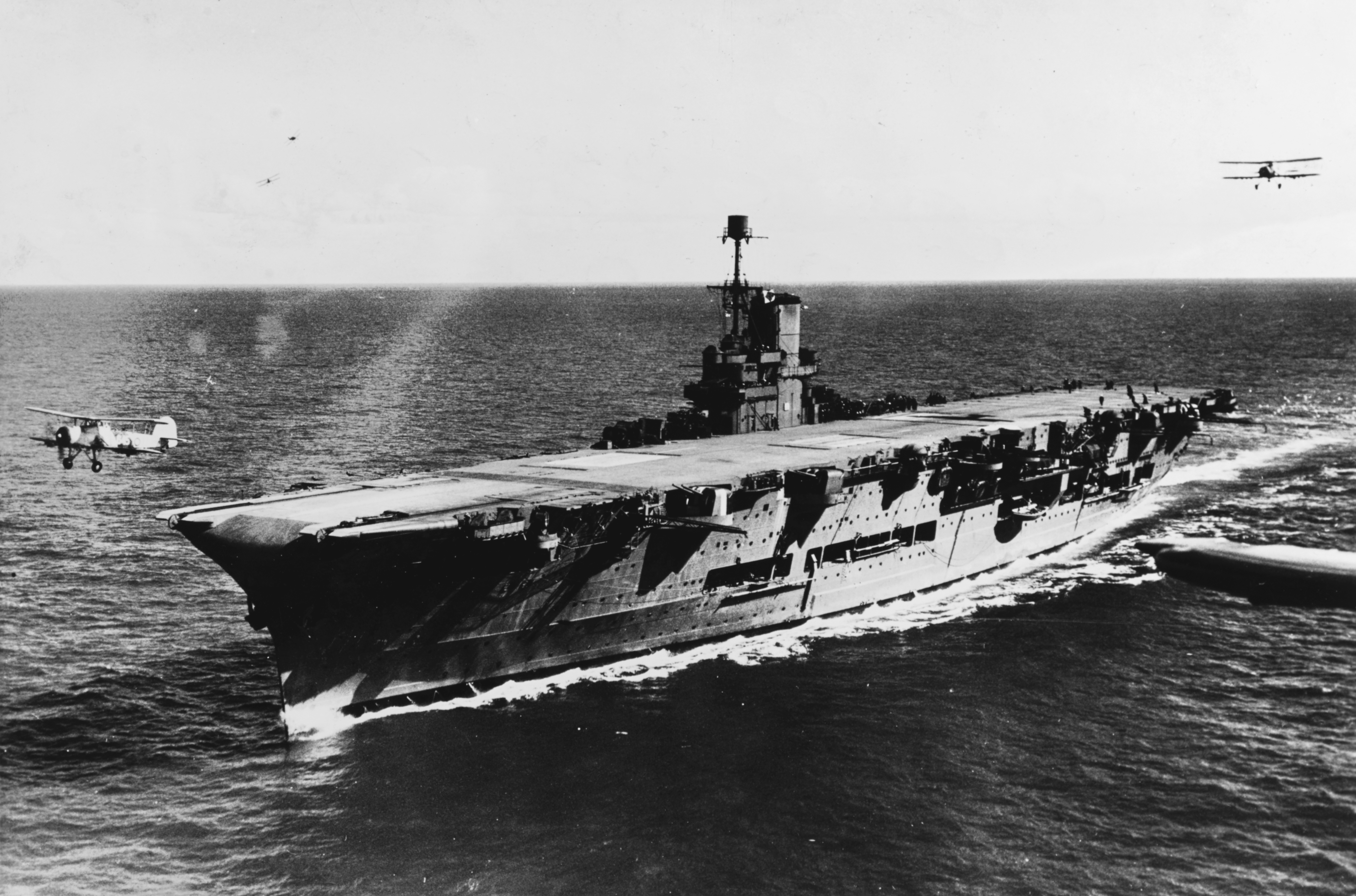
Samoloty Swordfish startujące z „Ark Royal” (zdjęcie przedwojenne)

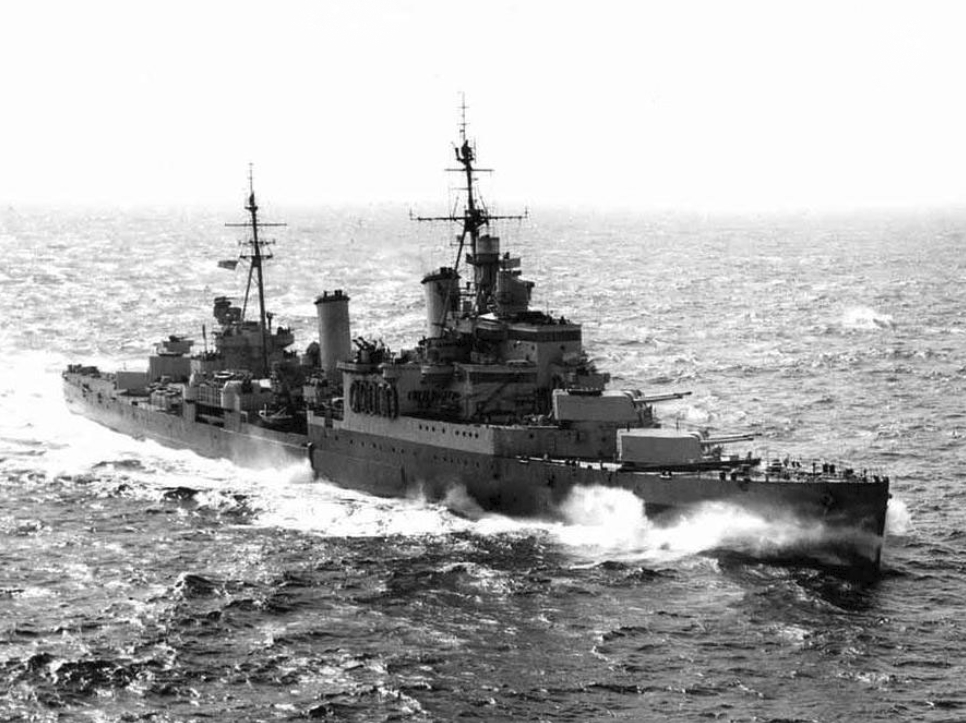
Krążownik lekki HMS „Sheffield”

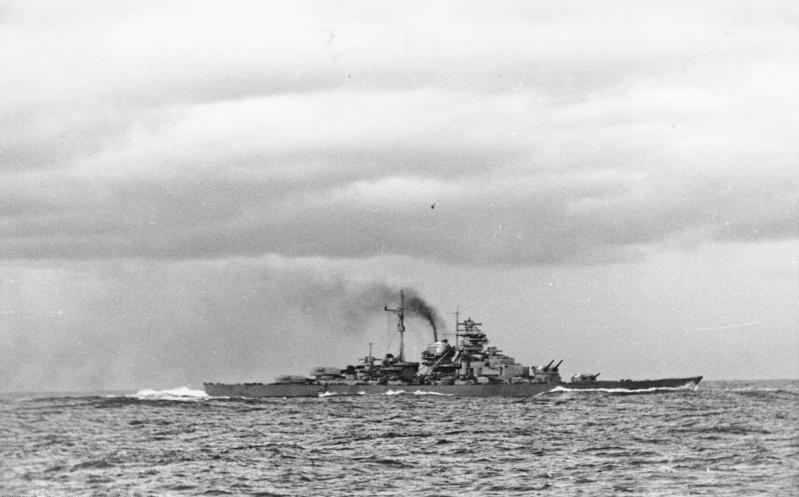
„Bismarck” po starciu z „Hoodem” i „Prince of Wales”

Około 14.50 wypuszczono przeciw „Bismarckowi” atak 15 samolotów torpedowych Swordfish z 810. i 820. Dywizjonów FAA z lotniskowca HMS „Ark Royal”, prowadzonych przez samolot z radarem ASV, lecz celem ataku omyłkowo stał się znajdujący się około 20 mil morskich bliżej własny krążownik „Sheffield”, o którego obecności lotnicy nie wiedzieli. Mimo odmiennych sylwetek, okręt nie został właściwie rozpoznany. Wystrzelono 11 torped, lecz krążownik, nie otwierający ognia przeciwlotniczego, uniknął trafień dzięki skutecznym unikom (magnetyczne zapalniki dwóch torped wybuchły przedwcześnie, prawdopodobnie przynajmniej jedna torpeda przeszła pod okrętem, lecz była ustawiona na większą głębokość, a magnetyczny zapalnik nie zadziałał). Podczas lądowań w złej pogodzie, trzy samoloty uszkodziły podwozie.
Mimo złej pogody, po godzinie 19 nalot ponowiono pod dowództwem kpt. mar. Trevenena Coode'a i o godzinie 20.55 „Bismarck” został zaatakowany przez 15 Swordfishów, atakujących śmiało z bliskich odległości na minimalnym pułapie, z różnych kierunków. Torpedy tym razem wyposażono w bardziej niezawodne zapalniki kontaktowe i ustawiono na mniejszą głębokość (6,71 m). Ogień przeciwlotniczy, prowadzony także przez działa średniego i głównego kalibru (strzelające w wodę w celu spowodowania rozprysków), był ponownie nieskuteczny i samoloty odniosły tylko uszkodzenia, trafiając pancernik 2 torpedami. Wszystkie samoloty powróciły szczęśliwie na lotniskowiec, nie licząc uszkodzeń przy lądowaniu, lecz bez ofiar. Kluczowe dla losu okrętu uszkodzenie wywołała jedna torpeda, która trafiła w rufę od lewej burty i spowodowała zalanie maszyny sterowej i uszkodzenie oraz blokadę obu sterów w położeniu 12 stopni na lewo (prawdopodobnie torpedę tę zrzucił John Moffat z 818. Dywizjonu FAA). Druga uderzyła w śródokręcie po lewej burcie, powodując niewielkie przecieki w rejonie lewego wału napędowego. Okręt utracił sterowność, wykonując zwrot w lewo, po czym z uwagi na wiatr i fale przybrał kurs na północny zachód, płynąc z małą prędkością w stronę głównych sił brytyjskich, w kierunku od Francji. Próby manewrowania zmianą obrotów śrub przynosiły niewielkie rezultaty. Powiodło się odblokowanie tylko jednego steru, co nie polepszyło sytuacji, a admirał Lütjens odrzucił pomysł odstrzelenia sterów za pomocą ładunku wybuchowego, nie chcąc narażać śrub na zniszczenie.
W tym czasie „Bismarck” zbliżył się do krążownika HMS „Sheffield”, który dostrzegł i ostrzelał kilkoma salwami artylerii głównej, zanim krążownik się wycofał pod zasłoną dymną. Odłamki bliskich upadków zabiły na nim jednak trzech ludzi i uszkodziły radar. W ciemnej nocy, ok. 21.55 ponownie utracono kontakt z „Bismarckiem”.

## Ataki niszczycieli
26 maja do ciężkich okrętów brytyjskich, zbierających się wokół „Bismarcka”, dołączyła 4. Flotylla Niszczycieli komandora Philipa Viana, odłączona od eskorty konwoju WS-8B, w składzie niszczycieli: HMS „Cossack” (flagowy), „Sikh”, „Zulu”, „Maori” i polskiego ORP „Piorun”. „Piorun” i „Maori” miały dołączyć do eskorty pancernika „Rodney”, a pozostałe do eskorty „King George V”. Ponieważ niszczyciele jednak znajdowały się najbliżej pozycji „Bismarcka” wynikającej z meldunków lotniczych, skierowano je do poszukiwań.
O 22.37 „Piorun” odnalazł „Bismarcka” na radarze, następnie zmniejszył dystans i przez 59 minut manewrował w kiepskiej widoczności i silnym sztormie, w bezpośrednim kontakcie wzrokowym z pancernikiem, w odległości ok. 7300–12 000 m od niego. „Bismarck” oddał do niego trzy niecelne salwy z dział głównego kalibru z odległości 12 500 m, obramowując go oraz ostrzeliwał niecelnie z artylerii średniej. Dowódca „Pioruna” kmdr Eugeniusz Pławski ze swej strony rozkazał oddać trzy salwy z dział kalibru 120 mm w stronę pancernika dla podtrzymania morale (zgodnie z popularną wersją pancernik miał zostać kilkakrotnie trafiony, jednak ocaleni członkowie niemieckiej załogi nic o tym nie wspominają, co może oznaczać, że pociski „Pioruna” chybiły, ewentualnie nie spowodowały istotniejszych szkód). Około 23.50 „Piorun” utracił kontakt z „Bismarckiem” i pomimo starań dołączenia do ataków torpedowych, nie odnalazł go ponownie. „Bismarcka” odnalazły jednak pozostałe cztery niszczyciele, które również zostały nieskutecznie ostrzelane, jedynie „Cossack” został o 23.42 lekko uszkodzony odłamkami bliskiego upadku pocisku 150 mm, a „Zulu” odłamkami pocisku 380 mm. O 23.45 komandor Vian wydał rozkaz ataków torpedowych, które następnie niszczyciele wykonywały półdywizjonami (parami) i indywidualnie, z odległości od 3 do 8 km. Wystrzelono łącznie 16 torped, lecz niecelnie. O 1.21 pancernik był atakowany przez „Maori”, następnie „Zulu”, o 1.40 przez flagowy „Cossack”, po czym przez „Sikha”, a o 3.55 ponownie przez „Cossacka” ostatnią torpedą. „Bismarck” w odpowiedzi prowadził do nich również nieskuteczny ogień. Niszczyciele następnie utrzymywały przerywany kontakt z pancernikiem przez resztę nocy, oświetlając go od czasu do czasu pociskami oświetlającymi. Po utracie kontaktu, odnalazł go o 5.55 „Sikh”, po czym jeszcze ok. 7 „Maori” zaatakował pancernik dwiema torpedami. Admirał Lütjens podjął nad ranem próbę ocalenia dziennika okrętowego, dokumentów pancernika i filmów z zatopienia „Hooda” przez wysłanie ich wodnosamolotem pokładowym Arado Ar 196, lecz okazało się, że katapulta jest uszkodzona od ognia „Prince of Wales” i plan się nie powiódł.

## Ostatnia bitwa Bismarcka
Rano 27 maja „Bismarck” był nadal niesterowny i płynął z małą prędkością w kierunku północno-zachodnim. O godzinie 7.53 kontakt z nim nawiązał ciężki krążownik „Norfolk”, w odległości ok. 9 mil morskich. Od północnego zachodu nadpłynęły następnie dwa brytyjskie pancerniki HMS „King George V” i „Rodney”, które o godzinie 8.47 otworzyły ogień z odległości ok. 20 000 m, następnie zaczęły się przybliżać. Wkrótce „Bismarck” zaczął być demolowany z trzech stron trafieniami artylerii głównej i średniej brytyjskich pancerników i ciężkich krążowników „Norfolk” (od północy) i HMS „Dorsetshire” (od wschodu, udział jego w walce artyleryjskiej był jednak niewielki z uwagi na duży dystans). O 8.49 ogniem odpowiedział „Bismarck”, ostrzeliwując nieskutecznie „Rodneya” (bliskie upadki, lecz bez trafień), a następnie od godz. 9 „King George V”. Niesterowność i zmiany kursu „Bismarcka” utrudniały korygowanie przez niego ognia, a dodatkowo wkrótce ok. 8.59 pocisk „Norfolka” zniszczył mu dziobowe stanowisko kierowania ogniem dział. W tym samym czasie unieruchomione pociskiem „Rodneya” zostały jego obie wieże dziobowe, a następnie zostały uszkodzone kolejnym pociskiem o 9.02. O 9.13 pocisk „King George V” zniszczył też rufowe stanowisko centralnego kierowania ogniem. Ogień prowadziły jeszcze przy pomocy własnych dalmierzy wieże rufowe, lecz niecelnie. Naprawiono następnie wieżę dziobową A, lecz ostatecznie artyleria główna „Bismarcka” zamilkła o 9.31. Część nadwodna „Bismarcka” była niszczona pociskami i ogarnięta rozległymi pożarami, otrzymał on co najmniej kilkadziesiąt trafień, być może nawet 300-400.
W toku starcia „Rodney” wystrzelił 380 pocisków kalibru 406 mm i 716 kalibru 152 mm, „King George V” – 339 kalibru 356 mm i 660 kalibru 133 mm, „Norfolk” i „Dorsetshire” po 527 i 254 kalibru 203 mm. „Rodney” odniósł powierzchowne uszkodzenia od odłamków, natomiast nieco większe od wstrząsów i podmuchu wywołanych własną artylerią główną, zwłaszcza że musiała ona strzelać na niskich kątach podniesienia z uwagi na małą odległość od celu. O 9.16 „Rodney” wystrzelił też 6 niecelnych torped z odległości 10 km. Podczas prowadzenia ognia, „Rodney” przybliżył się maksymalnie na 2500 m, „King George V” na 3000 m (ok. 10.05). Do ataku były też gotowe krążące od około godziny 10.15 samoloty Swordfish z „Ark Royal”, lecz nie zrzuciły już torped.
O godzinie 10.14 („Rodney”) i 10.22 („KGV”) brytyjskie pancerniki przerwały ogień do będącego praktycznie wrakiem i niestawiającego oporu, lecz utrzymującego się na wodzie „Bismarcka”, po czym skierowały się do bazy z uwagi na kończące się paliwo. Krążownik „Dorsetshire” o 10.24 dobił „Bismarcka” torpedą w prawą burtę, a o 10.36 jeszcze jedną w lewą burtę. „Bismarck”, przechylony na lewą burtę, przewrócił się i zatonął ok. 10.40.

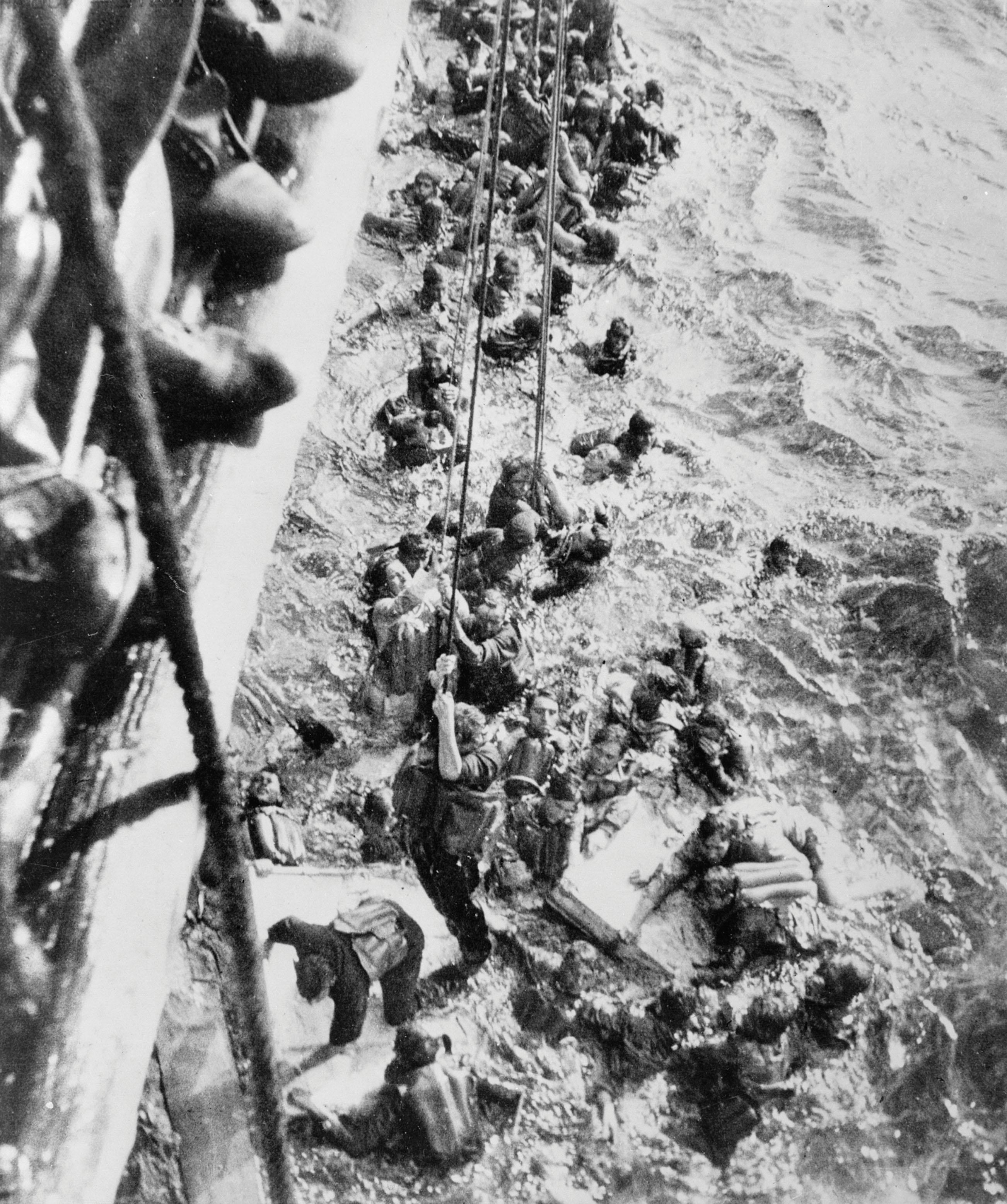
Rozbitkowie u burty HMS „Dorsetshire”

Z około 2200 członków załogi uratowano tylko 115: 85 przez krążownik „Dorsetshire” (1 później zmarł), 25 przez niszczyciel „Maori”, 3 przez niemiecki U-Boot U-74 i 2 przez niemiecki trawler „Sachsenwald”. Zginęło 2106 marynarzy i oficerów (istnieją różne dane co do liczby ofiar). Liczba uratowanych przez Brytyjczyków prawdopodobnie byłaby większa, lecz krążownik „Dorsetshire” odpłynął w obawie o własne bezpieczeństwo z powodu zauważenia peryskopu niemieckiego okrętu podwodnego. Do poszukiwań rozbitków dołączył 30 maja hiszpański krążownik ciężki „Canarias”, lecz bezskutecznie.
Już po zatonięciu okrętu niemieckiego załoga niszczyciela „Cossack” uratowała z wody maskotkę załogi pancernika – dużego, czarnego kota. Zwierzak dostał od Brytyjczyków imię Oskar i pływał kolejno na niszczycielu „Cossack”, a po jego zatopieniu w październiku 1941 roku przez okręt podwodny U-563 – na lotniskowcu „Ark Royal”. Gdy i ten okręt zatonął w połowie listopada 1941 roku na Morzu Śródziemnym, po trafieniu ledwie jedną torpedą – do kocura przylgnęła opinia, że przynosi on pecha. Oskara wysadzono na ląd, umieszczając go najpierw w jednym z biur w Gibraltarze, a w końcu w Sailor’s Home w Belfaście, gdzie około 1955 roku kot z „Bismarcka” dokonał żywota, przeżywając „swój” pancernik o niemal półtorej dekady.
Według relacji części członków załogi „Bismarcka”, po godz. 10 komandor podporucznik Gerhard Junack otrzymał rozkaz samozatopienia okrętu, w następstwie czego założył i ok. 10.20 odpalił w siłowni pancernika ładunki wybuchowe, które spowodowały zalewanie kadłuba wodą i w konsekwencji zatonięcie okrętu. Teza o samozatopieniu „Bismarcka” jest kontrowersyjna, liczni autorzy nie dają wiary tym relacjom. Zwracana jest uwaga na to, że nikt z uratowanej załogi nie służył w maszynowni czy pod pokładem, a wszystkie linie komunikacyjne zostały przerwane już wcześniej.
Niemniej jednak, niezależnie, czy „Bismarck” faktycznie został samozatopiony, nie miał już wówczas zdolności do walki ani manewrowania i jego los był przesądzony, a ewentualne samozatopienie jedynie przyspieszyło zatonięcie. Podkreśla się jednak, że chociaż ogień prowadzony z małej odległości niszczył część nadwodną pancernika, to taki rodzaj ognia w niewielkim stopniu przyczynił się do zatopienia okrętu, do czego najskuteczniejsze są pociski upadające z większej odległości pod większym kątem, w część podwodną lub pokład pancerny. Główny pas pancerny „Bismarcka” mógł zostać przebity co najmniej raz lub dwa, natomiast więcej pocisków przebiło górny cieńszy pas. Już po odkryciu wraka „Bismarcka” policzono, że miał on ok. 400 dziur w kadłubie i nadbudówkach, wiele z nich zrobionych przez pociski największego kalibru.
Według opublikowanych w 2011 relacji marynarzy brytyjskich z HMS „Rodney”, w 70 rocznicę zatopienia „Bismarcka”, ciężko uszkodzony „Bismarck” usiłował przynajmniej trzykrotnie poddać się. Jeden z brytyjskich marynarzy zauważył wysyłany alfabetem semaforowym sygnał o chęci poddania okrętu niemieckiego. Na niemieckim okręcie wciągnięto także czarną flagę, co jest sygnałem poddania się, podobne sygnały przesłano także lampą sygnałową. Wszystkie sygnały z pokładu „Bismarcka” zostały zignorowane przez brytyjskich oficerów.
5 czerwca 1989 odnaleziono wrak „Bismarcka” na głębokości 4750 m. Pancernik „Bismarck” jest ostatnim jak dotąd okrętem niemieckim, jaki nosił imię „Żelaznego Kanclerza” Ottona von Bismarcka (1815-98).

## Rejs Prinza Eugena i dalsze działania
Po odłączeniu się 24 maja od „Bismarcka”, krążownik „Prinz Eugen” kontynuował operację zgodnie z pierwotnym planem, płynąc dalej dotychczasowym kursem na południe. 26 maja rano spotkał się ze zbiornikowcem „Spichern”, z którego uzupełnił paliwo na morzu. Nie napotkał jednak żadnych alianckich statków, które mógłby zatopić. Płynąc na wschód natknął się 27 maja na neutralny kuter amerykańskiej Straży Przybrzeżnej USCGC „Spencer”. W obawie przed zawiadomieniem brytyjskich okrętów usiłował następnie zmienić rejon działania bardziej na południe, lecz wieczorem nastąpiła awaria w jego maszynowni, zmniejszająca prędkość do 28 węzłów. Ponadto uzyskano wiadomości o zatopieniu „Bismarcka”. 28 maja „Prinz Eugen” uzupełnił paliwo ze zbiornikowca „Esso Hamburg” i ostatecznie 1 czerwca zawinął do Brestu we Francji, po bezowocnym rejsie.
Rano 28 maja 1941 lotnictwo niemieckie zatopiło powracający z poszukiwań niszczyciel HMS „Mashona” (46 ofiar, 184 rozbitków uratowały HMS „Tartar” i „Sherwood”). Nieskutecznie atakowany przez lotnictwo był też m.in. 27 maja ORP „Piorun”, a 28 maja HMS „Norfolk”.
W czerwcu Brytyjczycy wytropili i zniszczyli większość niemieckich zbiornikowców zaopatrzeniowych na Atlantyku, działających też jako okręty zaopatrzeniowe u-bootów. 3 czerwca krążowniki lekkie HMS „Aurora” i „Kenya” zatopiły między Grenlandią a Labradorem zbiornikowiec „Belchen”. 4 czerwca zbiornikowiec „Gonzenheim” został przechwycony przez krążownik HMS „Neptune” i samozatopiony, ponadto zbiornikowiec „Gedania” został zdobyty przez brytyjski okręt pomocniczy „Marsdale”, przy czym zdobyto tajne dokumenty. Jeszcze tego samego dnia krążownik ciężki HMS „London” wraz z niszczycielem HMS „Brilliant” przechwycił w rejonie Azorów i zmusił do samozatopienia zbiornikowiec „Esso Hamburg”, a 5 czerwca zbiornikowiec „Egerland”. 12 czerwca krążownik HMS „Sheffield” zatopił zbiornikowiec „Friedrich Breme”, a 15 czerwca krążownik lekki HMS „Dunedin” zdobył zbiornikowiec „Lothringen”. 28 czerwca niszczyciel „Tartar” zdobył w rejonie Spitsbergenu okręt rozpoznania meteorologicznego „Lauenburg” (WBS-2).
Wśród następstw utraty „Bismarcka” było zarzucenie przez Niemców planów działań ofensywnych za pomocą pancerników, co wiązało się z utratą wiary Hitlera w możliwości dużych okrętów nawodnych i z ograniczeniem przez niego samodzielności dowódcy niemieckiej marynarki wojennej Wielkiego Admirała Ericha Raedera w dysponowaniu nimi.